# ثنائي نتريد ثنائي الكبريت
ثنائي نتريد ثنائي الكبريت هو مركب لاعضوي من الكبريت والنتروجين صيغته S2N2، ويوجد على شكل صلب بلوري عديم اللون. يعد هذا المركب واحداً من مركبات نتريدات الكبريت المتعددة.

## التحضير
يحضر هذا المركب انطلاقاً من تفكك رباعي نتريد رباعي الكبريت بين درجات حرارة تتراوح بين 250–300 °س بوجود حفاز من الفضة:
{\displaystyle {\ce {S4N4 + 8 Ag -> 4 Ag2S + 2 N2}}}
{\displaystyle {\ce {S4N4 -> 2S2N2}}}
كما يمكن التحضير انطلاقاً من تفكك المركب S4N3Cl.

## الخواص
يوجد المركب في الشروط القياسية على شكل صلب بلوري عديم اللون، وهو له بنية حلقية شبه مربعة.
يمكن أن يستحصل من هذا المركب على متعدد الثيازيل الذي له خواص متميزة.